# Oskar Eustis
Oskar Eustis, né le 31 juillet 1958 , est le directeur artistique au Public Theater à Astor Place (New York) et a travaillé en tant que metteur en scène, dramaturge et directeur artistique pour différents théâtres américains.

## Biographie
Oskar Eusti a également joué son propre rôle dans plusieurs séries télévisées et films documentaires dont Dangerous Acts Starring the Unstable Elements of Belarus.